# Arts & Crafts
Arts & Crafts Records — независимый канадский лейбл звукозаписи, расположенный в Онтарио, Торонто. В январе 2006 года был открыт офис Arts & Crafts Europe совместно с City Slang Records. Лейбл основан ведущими участниками группы Broken Social Scene и весомой фигурой «Virgin Records Canada» Джеффри Ремедиосом. The Most Serene Republic — первая группа, подписавшая контракт с леблом, которая не имела до этого какой-либо связи с Broken Social Scene. Дистрибьютором выступил EMI Music Canada. Распределение прибыли от продаж — 50/50 между исполнителем и студией. 

В 2008-ом году лейбл открыл офис в Мехико.

## Список исполнителей, работавших с лейблом
- The American Analog Set
- Apostle of Hustle
- Bell Orchestre
- Broken Social Scene
- Reuben And The Dark
- Jason Collett
- Constantines
- The Dears
- Feist
- Gentleman Reg
- Gonzales
- The Hidden Cameras
- Los Campesinos!
- Metric
- Amy Millan
- The Most Serene Republic
- New Buffalo
- Phoenix
- Charles Spearin
- Stars
- Still Life Still
- The Stills
- Timber Timbre
- Valley of the Giants
- Years
- Young Galaxy
- Zeus